# Mahendrajhayadi
Mahendrajhayadi – gaun wikas samiti w środkowej części Nepalu  w strefie Dźanakpur w dystrykcie Sindhuli. Według nepalskiego spisu powszechnego z 2001 roku liczył on 788 gospodarstw domowych i 5130 mieszkańców (2618 kobiet i 2512 mężczyzn).